# زبان دسته‌بندی‌نشده
زبان دسته‌بندی‌نشده زبانی است که رابطه ژنتیکی با هیچ زبان دیگری نداشته یا تاکنون شناخته نشده‌است. گاهی زبان‌ها را نمی‌توان به دلایل مختلفی مثلاً فقدان اطلاعات قابل اعتماد دسته‌بندی کرد. گاهی نیز به دلیل تأثیر تماس زبان‌ها، اگر لایه‌های مختلف واژگان یا ریخت‌شناسی آن‌ها مربوط به گروه‌های متفاوتی باشد نمی‌توان مشخص کرد شکل اجدادی زبان کدام است. برخی از زبانهای منقرض شده، مانند گوتیان و کوکان، به دلیل نبود اطلاعات کافی، دسته‌بندی‌نشده هستند و بعید است که اوضاع هرگز تغییر کند.
البته گاهی یک زبان ظاهراً دسته‌بندی‌نشده ممکن است معلوم شود که اصلاً یک زبان یا حتی یک گویش مجزا نبوده، بلکه صرفاً نام یک خانواده، قبیله یا روستا یا نام جایگزین برای یک قوم یا زبان دسته‌بندی‌شده‌است.